# Jag vill inte gå och lägga mig!
Jag vill inte gå och lägga mig! är en bok av Astrid Lindgren, som utkom 1947.  Den illustrerades av Birgitta Nordenskjöld. En nyutgåva från 1988 illustrerades av Ilon Wikland.

## Handling
Lasse vill inte gå och lägga sig på kvällarna, trots mammans tjat. Ibland hör Tant Lotten i våningen ovanför Lasse skrika. Lasse hälsar på Tant Lottén ibland. En dag visar hon honom sina glasögon. Glasögonen har väldigt lång räckvid, och Lasse kan se ända bort till skogen. Där ser han en björnfamilj, en kaninfamilj där barnen skall lägga sig. Dessutom ser han fem små fågelungar som gått och lagt sig. Han får också se en ekorrfamilj där barnen skall gå och lägga sig, samt en råttfamilj.
Lasse ser nu att alla måste gå och lägga sig på kvällarna. Han tackar Tant Lotten, och går sedan ner till sin lägenhet och gör sig i ordning, och lägger sig innan hans mamma sagt åt honom.